# Rue du Moulin-de-la-Pointe
La rue du Moulin-de-la-Pointe est une voie située dans le quartier de la Maison-Blanche du 13e arrondissement de Paris.

## Situation et accès
Elle commence au 104, avenue d'Italie et finit au 22, boulevard Kellermann (en fait dans une de ses contre-allées à proximité de la poterne des Peupliers). Elle mesure 475 mètres de long.

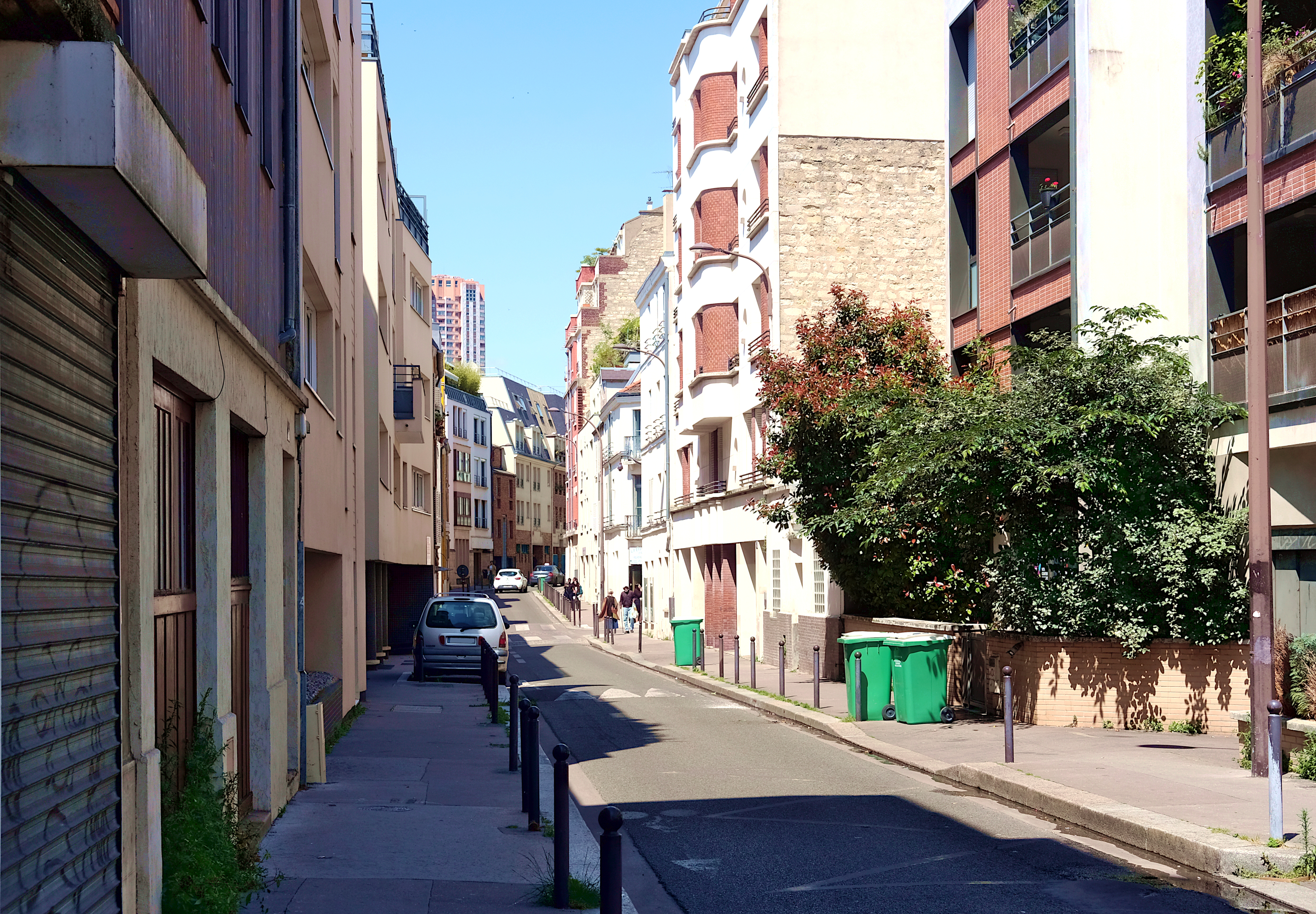
La rue à proximité de la rue du Tage, en direction du nord.
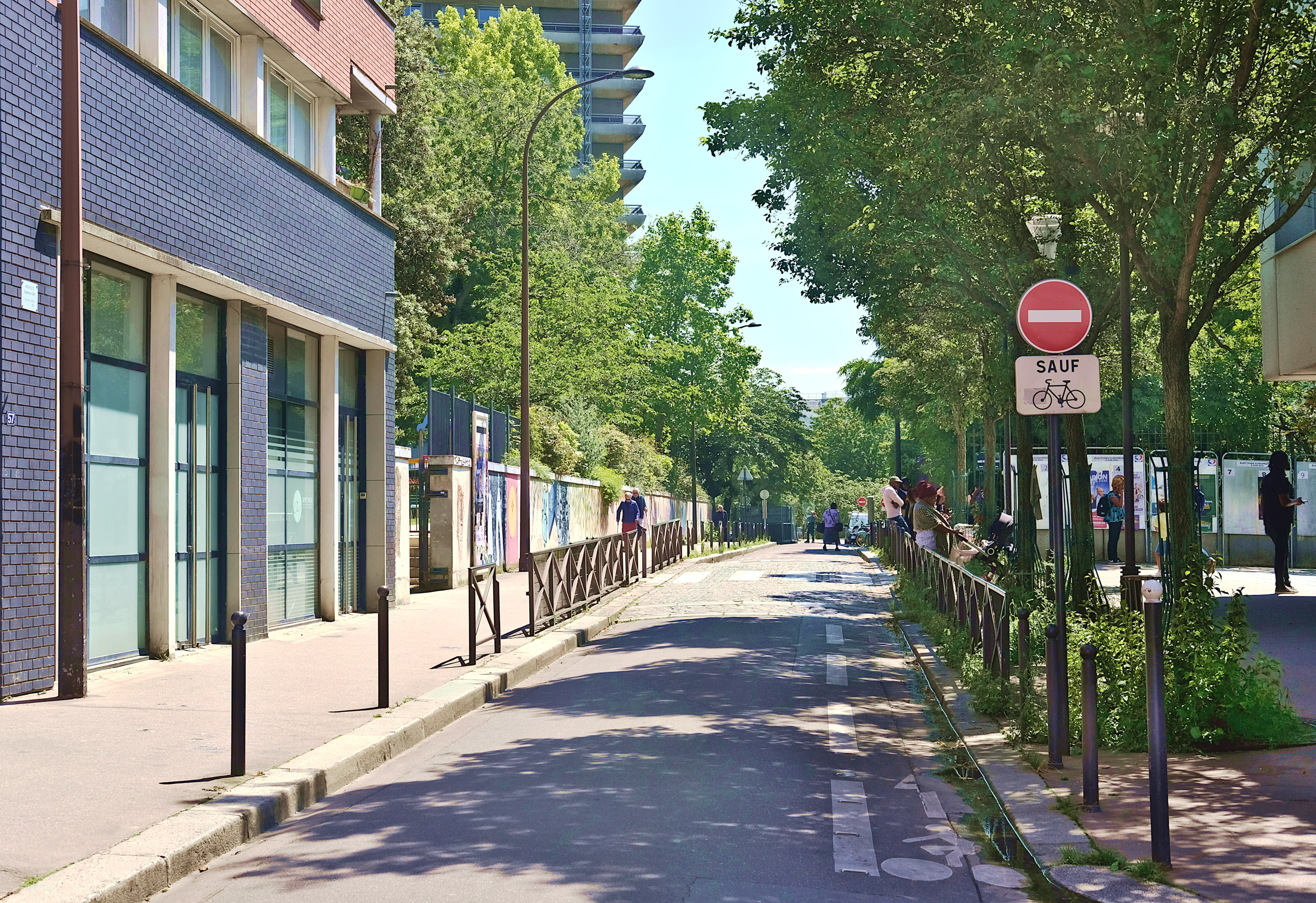
La rue à proximité de la rue du Tage, en direction du sud ; à droite, la place des 44 Enfants d'Izieu.

## Origine du nom
La rue tient son nom du « moulin de la Pointe » de Gentilly qui était situé à la pointe formée par cette rue et la route de Fontainebleau (aujourd'hui avenue d'Italie / RN7).

## Historique
Cette voie de l'ancienne commune de Gentilly. qui figure sur le plan de Roussel de 1730 sous le nom de « chemin vicinal du Moulin-de-la-Pointe », est classée dans la voirie parisienne et prend son nom actuel par décret du 23 mai 1863.

## Bâtiments remarquables et lieux de mémoire
- A l’intersection de la rue du Moulin-de-la-Pointe et de l’ avenue d'Italie,anciennement appelée pointe Audouard, était situé le moulin à vent de la pointe de Gentilly. Il figure sur les plans de Roussel (1731) et de Deharme (1763). Il est signalé en activité sur le cadastre de Gentilly en 1846[2].
- No 69 : le jardin du Moulin-de-la-Pointe - Paul Quilès.
- Extrémité de la Petite Ceinture du 13e.
- À l’est de la rue, au niveau de la rue Bourgon, se situait une vaste excavation dans laquelle on jetait des carcasses d’animaux. L’endroit était appelé « la Fosse-aux-chevaux ». La rue du Tibre, voisine, a porté ce nom[3].